# 2022 en archéologie
Cet article présente les faits marquants de l’année 2022 en archéologie.

## Évènements
- Prix européen d'archéologie Joseph Déchelette décerné à Thibaud Poigt.